# Abu Biszt
Abu Biszt – miejscowość w Egipcie, w muhafazie Al-Minja, w dystrykcie Maghagha. W 2006 roku liczyła 4540 mieszkańców.